# Thomas Frederic Cheeseman
 (décembre 2023).
Thomas Frederic Cheeseman est un naturaliste néo-zélandais, né le 8 juin 1846 à Kingston-upon-Hull et mort le 6 octobre 1923.

## Biographie
Fils d’un pasteur méthodiste, Thomas Cheeseman, sa famille émigre en Nouvelle-Zélande en 1853. Thomas Frederic Cheeseman s’intéresse très tôt à la botanique et fait paraître sa première publication en 1872, On the Botany of the Titirangi District of the Province of Auckland. En 1874, il devient secrétaire de l’Auckland Institute et conservateur du Auckland Museum, fonctions qu’il conserve durant cinquante ans. En 1876, il fait paraître une liste de mollusques de la baie d’Auckland. Il se marie en 1889 avec Ellen Cawkwell. En 1906, Cheeseman fait paraître The Manual of the New Zealand Flora puis, en 1914, Illustrations of the New Zealand Flora. Il est membre originel de la Royal Society of New Zealand, ainsi que de la Linnean Society of London et de la Zoological Society of London. Il reçoit la Médaille linnéenne en 1923.